# No Fly List
La No Fly List est une liste, créée et maintenue par le Terrorist Screening Center (TSC) du gouvernement fédéral des États-Unis. Elle comporte les noms de personnes qui ne sont pas autorisés à monter à bord d'un avion commercial pour voyager vers ou depuis les États-Unis. Ces personnes sont susceptibles d'être dangereuses et se retrouvent donc interdites d'accéder au territoire américain en avion ou de se déplacer à l'intérieur de celui-ci, toujours en avion.
La liste a été créée après les attentats du 11 septembre 2001.
En 2011, la liste contenait environ 10 000 noms, en 2012 plus de 21 000 noms et en 2013, plus de 47 000 noms.
La liste est critiquée pour son effet sur les libertés civiles et les motifs de la procédure d'inscription, en partie à cause du risque de profilage et de discrimination ethnique, religieuse, économique, politique ou raciale. La liste est également sujettes à des faux positifs.